# روئن مک‌کلر
روئن مک‌کلر (انگلیسی: Rowan McKellar؛ زادهٔ ۲۴ مهٔ ۱۹۹۴) قایقران روئینگ زن اهل بریتانیا است.
وی در مسابقات کشوری و بین‌المللی در مجموع برندهٔ ۲ مدال طلا، ۴ مدال نقره، ۲ مدال برنز شده است.